# Nguyên tố chu kỳ 4
Chu kỳ nguyên tố 4 là hàng thứ 4 trong bảng tuần hoàn (tiêu chuẩn) gồm 18 nguyên tố, 8 ở nhóm chính và 10 ở nhóm phụ.
| Nhóm | 1    | 2     | 3     | 4     | 5    | 6     | 7     | 8     | 9     | 10    | 11    | 12    | 13    | 14    | 15    | 16    | 17    | 18    |
|      | 19 K | 20 Ca | 21 Sc | 22 Ti | 23 V | 24 Cr | 25 Mn | 26 Fe | 27 Co | 28 Ni | 29 Cu | 30 Zn | 31 Ga | 32 Ge | 33 As | 34 Se | 35 Br | 36 Kr |

| Kim loại kiềm | Kim loại kiềm thổ | Nhóm Lanthan | Nhóm Actini | Kim loại chuyển tiếp |
| Kim loại yếu  | Á kim             | Phi kim      | Halogen     | Khí trơ              |